# Torre Astura

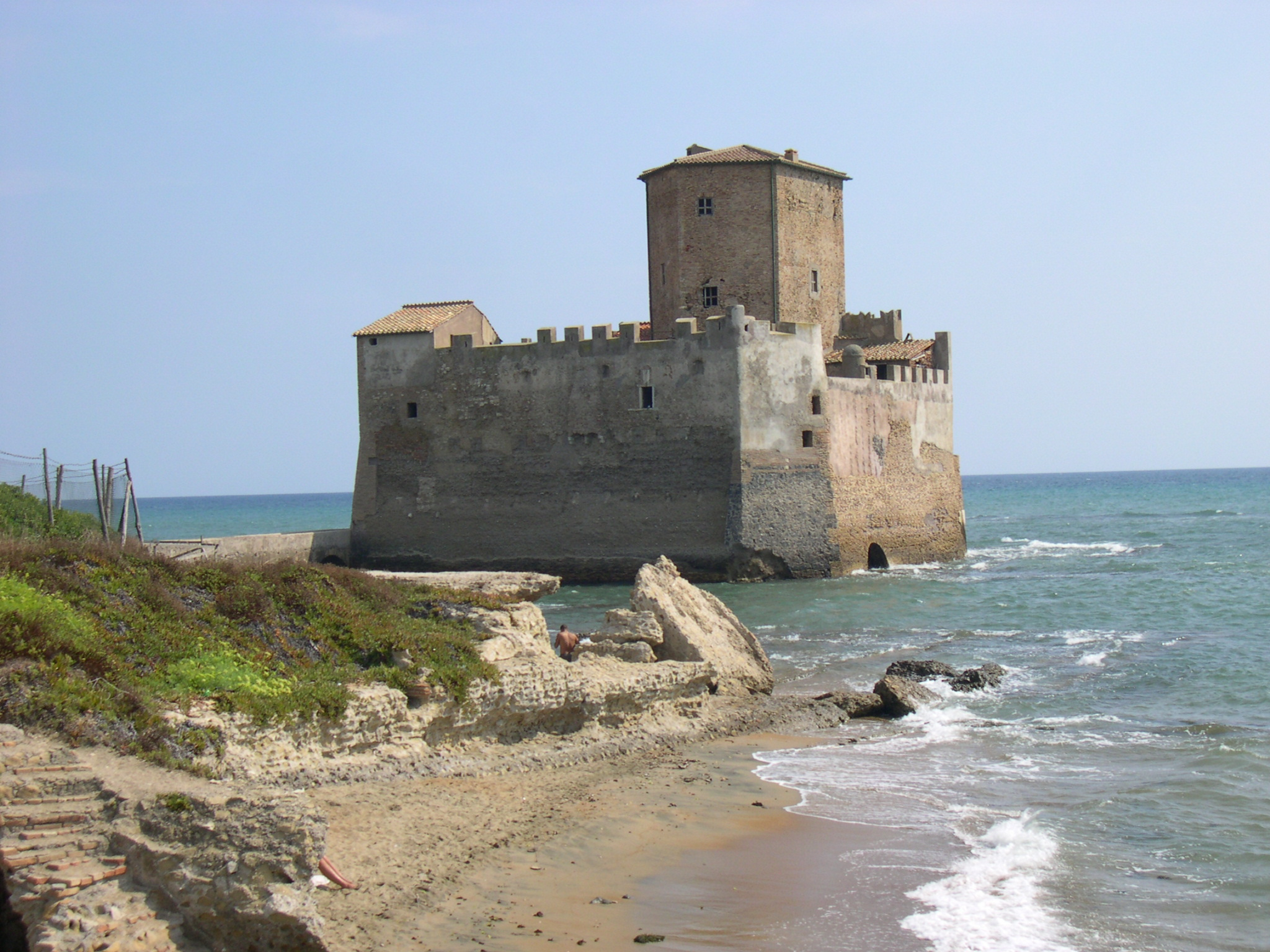
La torre Astura

La torre Astura, previamente una isla llamada simplemente Astura (en griego: Ἄστυρα), es actualmente una península del municipio de Nettuno, en la costa de Lacio, Italia, en el extremo sureste de la bahía de Anzio. El nombre también corresponde a una torre medieval ubicada en la costa del mismo lugar, así como al río que corre a los pies de los montes Albanos y que tiene un curso de unos 33 km antes de fluir al mar hacia el sureste.
Fue llamada Storas (Στόρας) por Estrabón, quien apunta que era un lugar de anclaje en su desembocadura. Fue en las orillas de este río que se libró, en 338 a. C., la última gran batalla entre los romanos y los latinos, en la que el cónsul Cayo Menio derrotó por completo a las fuerzas combinadas de Anzio, Lanuvium, Ariccia y Velletri.
En un período muy posterior, la pequeña isla y toda la costa adyacente fue ocupada por villas romanas. Marco Tulio Cicerón alude a ellas varias veces en sus cartas y las describe como  «locus amoenus et in maria ipso». Se retiró a ellas con motivo de la muerte de su hija Tulia en 45 a. C.. Fue allí donde se enteró de su proscripción por los triunviros y se embarcó con la intención de escapar para unirse a Marco Junio Bruto en Macedonia, una resolución que posteriormente abandonó. Gracias a Suetonio, se sabe que Astura era el balneario ocasional tanto de Augusto como de Tiberio; sin embargo, debido a su clima insalubre, ambos contrajeron enfermedades que resultaron fatales. Los restos arqueológicos muestran que muchos nobles romanos debieron tener villas allí.